# Нувеллист
Нувеллист — музыкальный нотный ежемесячный журнал для фортепиано, выходил в Санкт-Петербурге с 1840 по 1906 г.

## История
Первоначально являлся продолжением журнала «Нувеллист. Музыкальное обозрение» (1840—1841) и издавался К. Ф. Гольцем. В 1842—1871 гг. редактировался и издавался фирмой М. И. Бернарда, в 1872—1875 гг. — А. Л. Гензельтом. В дальнейшем в издании и редактировании журнала участвовали H. M. и А. И. Бернарды и другие лица. В 1844—1874 гг. выходило ежемесячное приложение — «Литературное прибавление»; в 1878—1900 гг. ежемесячно с сентября по апрель включительно выпускалось приложение «Музыкально-театральная газета». Продолжением журнала «Нувеллист» стал нотный журнал «Музыка для всех» (1906—1916), также выпускавшийся в Санкт-Петербурге.

## Тематика и значение
Сперва выходили только музыкальные пьесы и романсы, рассчитанные на широкую публику, преимущественно салонного характера для домашнего музицирования; в 1816 г. был введён педагогический отдел. Кроме того, «Нувеллист» выдавал премии — в виде опер и коллекций фортепианных произведений.
В «Нувеллисте» были впервые помещены многие пьесы русских композиторов (например, романсы М. И. Глинки и А. С. Даргомыжского, «Времена года» П. И. Чайковского, «Ночь» и «Trot de-cavalerie» A. Г. Рубинштейна), печатались музыкальные сочинения А. А. Алябьева и А. Е. Варламова, а также произведения талантливых русских дилетантов (например, романс «Скажите ей» княгини Е. В. Кочубей, «Прости меня, прости, прелестное созданье» П. С. Фёдорова, «Когда, душа, просилась ты» М. Л. Яковлева). Выходили отдельные произведения западноевропейских композиторов — Л. ван Бетховена, К. М. Вебера, Ф. Листа, Ю. Нагеля, Ф. Шопена и других. В музыкально-критическом отделе печатали свои статьи А. Д. Улыбышев, Б. Дамке, Н. В. Кукольник, И. А. Манн, М. Я. Раппапорт, О. И. Сенковский (Барон Брамбеус) и другие. Литературная часть журнала в основном состояла из перепечаток музыкальных статей беллетристического содержания и хроники, почерпнутой из иностранных источников; впоследствии добавились и краткие текущие новости музыкальной жизни.